# Else Ury
Else Ury (ur. 1 listopada 1877 w Berlinie, zm. 13 stycznia 1943 w obozie Auschwitz-Birkenau w Oświęcimiu) – niemiecka pisarka, autorka książek dla dzieci i młodzieży.

## Życie i kariera pisarska
Pierwszą książką, która sprzedana została w 55 tysiącach egzemplarzy do roku 1927 – był zbiór bajek dla dzieci. W roku 1906 wydana została książka Else Ury „Studiująca dziewczyna” – gdzie Else pokazuje, że kształcenie dziewcząt nie może być przeszkodą w życiu rodzinnym i nie ma wpływu na ich przyszłe szczęście małżeńskie. Else Ury uważała, że kobiety powinny mieć prawo do wyższego wykształcenia. Książka została bardzo dobrze przyjęta przez prasę i społeczeństwo.
W roku 1908 zostaje wydany kolejny zbiór bajek i opowiadań dla dzieci „Goldblondchen”. Za tę książkę Else Ury otrzymała wyróżnienie w roku 1913, zbiór bajek i opowiadań uznano za niezwykle wartościową książkę dla dzieci i młodzieży. Else Ury napisała prawie 40 książek. Wszystkie swoje książki pisała odręcznie ołówkiem w zeszytach szkolnych.
Prawdopodobnie jeszcze przed wybuchem I wojny światowej, Else Ury rozpoczęła pracę nad swoją najpopularniejszą serią książek – „Nesthäkchen” (Beniaminek), opowiadającą o perypetiach młodej dziewczyny Annemarie Braun, córki lekarza, której życie od dzieciństwa do starości jest opowiedziane w dziesięciu tomach serii książek Nesthäkchen. Trzy pierwsze części zekranizowano jako sześcioodcinkowy serial telewizyjny pod tym samym tytułem (1983), wydany później także w formie DVD (2005). Reprezentowała z jednej strony patriotyczne niemieckie mieszczaństwo, a z drugiej żydowskie dziedzictwo kulturowe. Sytuacja ta znajduje odzwierciedlenie w jej listach, chociaż książki Nesthäkchen nie zawierają żadnych odniesień do judaizmu. Ich bohaterka jest wyznania katolickiego. Postać niesfornej dziewczyny z blond lokami bardzo się spodobała, była to najpopularniejsza książka dla młodych panien w latach 20–30. XX wieku. Seria opublikowana została między rokiem 1913–1925. W roku 1930 książkę „Beniaminek” przetłumaczono na kilka języków, m.in.: francuski, holenderski i norweski. Pierwotnie miało powstać 6 tomów tej serii, dzieciństwo, młodość aż do zamążpójścia Anne Marie, jednak na prośbę wydawców powstały jeszcze 4 tomy, w których Anne Marie doczekała się dzieci i wnuków.

## Nesthäkchen i Zagłada Żydów
6 stycznia 1943 roku Else Ury zostaje wywieziona z Berlina, 13 stycznia 1943 roku dociera do Auschwitz-Birkenau i tam umiera w komorze gazowej. W obozie ginie także jej siostra Kate z dziećmi i mężem.
W roku 1992 powstaje pierwsza monografia „Beniaminek przybywa do obozu koncentracyjnego” autorstwa Marianne Bluger z Dortmundu. Od listopada 1997 r. do lutego roku 1998 w Muzeum Charlottenburg w Berlinie, można oglądać wystawę poświęconą życiu i twórczości Else Ury, bierze w niej udział kilku naukowców w tym autorka monografii Marianne Bluger – wystawa jest pokazywana w wielu miejscach w Niemczech. 7 lipca 1999 roku imieniem Else-Ury-Bogen zostaje nazwane przejście między Hotelem Bleibtreu i Knesebeckstraße. W roku 2007, w 130 rocznicę urodzin Else Ury, opublikowano jej wznowioną biografię.

## Dom Nesthäkchen
Willa w Karkonoszach, w Karpaczu przy ul. Konstytucji 3 Maja 80, nosząca obecnie nazwę „Dom Nesthäkchen” (niem.: Haus Nesthäkchen). Historia tego domu jest bardzo ciekawa. Od roku 1919 rodzina Ury zaczęła spędzać wakacje w Karpaczu w Karkonoszach. To niezwykłe miejsce tak bardzo urzekło Else, że w roku 1926 zakupiła dawny „Dom Emden”, nazywając to miejsce „Hause Nesthäkchen”. W wielu książkach Else Ury, możemy odnaleźć opisy Karkonoszy, np. w powieści „Rosenhäusel”, która opowiada o losach młodej dziewczyny pragnącej kształcić się, jednak nie ma ona zgody matki (uważała, że dziecko nie powinno się wznosić powyżej swoich barier społecznych, tylko brać przykład z rodziców) i funduszy na naukę, rzecz dzieje się właśnie w Karpaczu w latach 20. XX wieku. Możemy tam również odnaleźć opisy przyrody oraz klimatu Karkonoszy. Ukazana jest także ciężka sytuacja biedniejszych rodzin Karpacza, dialekt i zwyczaje.

## Muzeum w Domu Nesthäkchen
Fundacja Centrum Kultury i Rozwoju Karkonoszy z siedzibą w Jagniątkowie wespół z obecnymi właścicielami Domu Nesthäkchen w Karpaczu planują udostępnienie zwiedzającym apartamentu, w którym mieszkała i tworzyła ta znana pisarka. Otwarcie przewidywane jest jesienią 2013 roku, obecnie (08.06.2013) trwają prace remontowe oraz tworzony jest projekt ekspozycji.

## Twórczość

### Seria powieści o Nesthäkchen
- 1913/18 Nesthäkchen und ihre Puppen
- 1915/18 Nesthäkchens erstes Schuljahr
- 1915/21 Nesthäkchen im Kinderheim
- 1919 Nesthäkchens Backfischzeit
- 1921 Nesthäkchen fliegt aus dem Nest
- 1923 Nesthäkchen und ihre Küken
- 1924 Nesthäkchens Jüngste
- 1924 Nesthäkchen und ihre Enkel
- 1925 Nesthäkchen im weißen Haar

### Seria powieści o Profesorze Zwillinge
- 1923 Professors Zwillinge Bubi und Mädi
- 1925/26 Professors Zwillinge in der Waldschule
- 1927 Professors Zwillinge in Italien
- 1928 Professors Zwillinge im Sternenhaus
- 1929 Professors Zwillinge – Von der Schulbank ins Leben

### Opowiadania
- 1906 Studierte Mädel
- 1908 Goldblondchen
- 1910 Baumeisters Rangen
- 1911 Vierzehn Jahr’ und sieben Wochen
- 1913 Kommerzienrats Olly
- 1914 Das graue Haus
- 1916 Dornröschen
- 1917 Das Ratstöchterlein von Rothenburg
- 1918 Flüchtlingskinder
- 1919 Lieb Heimatland
- 1920 Lilli Liliput
- 1921 Hänschen Tunichgut
- 1925 Lillis Weg
- 1929 Studierte Mädel von heute
- 1930 Das Rosenhäusel
- 1930 Wie einst im Mai
- 1933 Kläuschen und Mäuschen
- 1933 Jugend voraus

### Krótkie opowiadania
- 1905 Was das Sonntagskind erlauscht
- 1910 Babys erstes Geschichtenbuch
- 1914 Huschelchen
- 1917 Lotte Naseweis
- 1923 Jungmädelgeschichten
- 1931 Wir Mädels aus Nord und Süd
- 1932 Für meine Nesthäkchenkinder

## Niektóre dostępne książki
- Else Ury: Nesthäkchen and the World War: First English Translation of the German Children’s Classic. iuniverse, 2006, s. 180. ISBN 0-595-39729-8.
- Marianne Brentzel: Nesthäkchen kommt ins KZ – Eine Annäherung an Else Ury 1877–1943. eFeF Verlag Zürich/Dortmund 1993, ISBN 3-931782-36-0.
- Marianne Brentzel: Mir kann doch nichts geschehen: Das Leben der Nesthäkchen-Autorin Else Ury. Berlin: Edition Ebersbach, 2007. ISBN 978-3-938740-54-5.
- Angelika Grunenberg: Die Welt war so heil – Die Familie der Else Ury. Chronik eines jüdischen Schicksals. Verlag List Berlin 2006, ISBN 978-3-548-60683-5.
- Lüke, Martina. “Else Ury – A Representative of the German-Jewish ‘Bürgertum’.” “Not an Essence but a Positioning”: German-Jewish Women Writers 1900-38. Eds. Godela Weiss-Sussex and Andrea Hammel. Martin Meidenbauer Verlag: München, 2009 and Institute of Germanic & Romance Studies; School of Advanced Study, University of London, 2009 (Publication of the Institute of Germanic Studies, 93). 77-93. ISBN 978-3-89975-161-1.
- Aiga Klotz: Kinder- und Jugendliteratur in Deutschland: 1840–1950 (Gesamtverzeichnis der Veröffentlichungen in deutscher Sprache) / Aiga Klotz. – Stuttgart: Metzler; (dt.) (Repertorien zur deutschen Literaturgeschichte)